# Barneveld (Países Baixos)
Barneveld (em baixo saxão: Barreveld ou Bareveld) é um município dos Países Baixos, situado na província da Guéldria. Tem 176,66 km² de área e sua população em 2020 foi estimada em 59.676 habitantes.